# Линкълн Чайлд
Линкълн Чайлд (на английски: Lincoln Child) е американски писател.

## Биография
Линкълн Чайлд е роден през 1957 г. в Уестпорт, Кънектикът, където сега се връща, когато си почива. През 1963 г. се мести временно със семейството си в Абъристуит, Уелс. Чайлд завършва колежа „Карлтън“ в Нортфийлд, Минесота, със специалност английски език. Още там пише поезия, разкази и два романа – „Вторият син на Дедал“ в 10-и клас и „Мракът на север“ в 12-и клас, които, „доколкото зависи от автора им“ никога няма да видят „бял свят“. Скоро след това, през 1979 г., започва работа като помощник-редактор в „St. Martin's Press“, а през 1984 г. Чайлд е става главен редактор. Докато работи там той редактира стотици книги, като повечето са американски и английски произведения, и осъществява контакти с много от техните автори. В „St. Martin's Press“ редактира няколко сборника за истории на уаасите, като Dark Company (1984) and Dark Banquet (1985). Основава компания за издаване на истории на ужасите публикувала „Приказки от мрака“ (Tales of the Dark 1 – 3). През 1987 г. напуска и, в зората на компютърната ера, става системен анализатор в компанията „MetLife“.
Среща Дъглас Престън през 1988 г., с когото започват дългия си съвместен творчески път. След публикуването на първия им съавторски роман „Реликвата“ през 1995 г. напуска „MetLife“ и се отдава на писателското са амплоа. Сега Чайлд е живее в Мористаун, Ню Джърси, със съпругата и дъщеря си. В свободното си време се занимава с електронна музика, археология и туризъм, и със своите екзотични папагали.

## Творчество
Заедно с Дъглас Престън са съавтори на едни от най-продаваните трилъри като „Музей на страха“, „Черен лед“, „Златото на Кивира“, „Бездна“, „Огън от ада“ и „Реликвата“. Романът им „Хладнокръвно отмъщение“ от август 2011 г., достига №1 в списъка на бестселърите на „New York Times“. Книгите на Линкълн Чайлд заедно с Дъглас Престън са забележителни със своите задълбочени изследвания.
Самостоятелните романи на Чайлд също са в класацията на бестселърите.

## Произведения

### Самостоятелни романи
- Mount Dragon (1996) – с Дъглас Престън
Ключов фактор, ИК „Плеяда“ (2001), София, пред. Марин Загорчев;
Забранена зона, ИК „Ергон“ (2009), София, прев. Марин Загорчев
- Riptide (1998) – с Дъглас Престън
Бездна, ИК „Ергон“ (2008), София, прев. Тинко Трифонов
- Thunderhead (1998) – с Дъглас Престън
Златото на Кивира, ИК „Бард“ (2003), София, прев. Крум Бъчваров
- The Ice Limit (2000) – с Дъглас Престън
Черен лед, изд.: Коала (2001), София, прев. Тинко Трифонов
- Utopia (2002)
Утопияленд, ИК „Бард“ (2003), София, прев. Мариана Димитрова
- Death Match (2004)
Игра до смърт, ИК „Бард“ (2012), София, прев. Венцислав Божилов

### Серия „Агент Пендъргаст“ (Pendergast) – сДъглас Престън
1. Relic (1995)
Реликвата, ИК „Бард“ (2004), София, прев. Камен Костов
2. Reliquary (1997)
Маршрут 666, ИК „Бард“ (2006), София, прев. Веселин Лаптев
3. The Cabinet of Curiosities (2002)
Музей на страха, изд.: Коала (2002), София, прев. Тинко Трифонов
4. Still Life with Crows (2003)
Натюрморт с гарвани, изд.: Коала (2003), София, прев. Тинко Трифонов;
24 черни птици (2012), изд.: Ергон (2012), София прев. Тинко Трифонов
5. Brimstone (2004) – Трилогия „Диоген“
Огън от ада, изд.: Коала (2006), София, прев. Тинко Трифонов
6. Dance of Death (2005) – Трилогия „Диоген“
Сърцето на Луцифер, изд.: Коала (2005), София, прев. Доротея Райкова
7. The Book of the Dead (2006) – Трилогия „Диоген“
Тайната на Сенеф, изд.: Коала (2006), София, прев. Доротея Райкова
8. The Wheel of Darkness (2007)
Колелото на мрака, ИК „Ергон“ (2008), София, прев. Диана Райкова
9. Cemetery Dance (2009)
Вуду, ИК „Ергон“ (2009), София, прев. Диана Райкова
10. Fever Dream (2010) – Трилогия „Хелен“
Трескави сънища, ИК „Ергон“ (2010), София, прев. Диана Райкова
11. Cold Vengeance (2011) – Трилогия „Хелен“
Хладнокръвно отмъщение, ИК „Ергон“ (2011), София, прев. Доротея Райкова, Радослав Райков
12. Two Graves (2012) – Трилогия „Хелен“
По пътя на отмъщението: Два гроба, ИК „Бард“ (2015), София, прев. Венцислав Божилов
13. White Fire (2013) 
Белият огън, ИК „Бард“ (2016), София, прев. Асен Георгиев
14. Blue Labyrinth (2014) 
Скръбният лабиринт, ИК „Бард“ (2017), София, прев. Асен Георгиев
15. Crimson Shore (2015) 
Аленият бряг, ИК „Бард“ (2017), София, прев. Асен Георгиев
16. The Obsidian Chamber (2016)
Обсидиановата стая, ИК „Бард“ (2018), София, прев. Асен Георгиев
17. City of Endless Night (2019)
Ловецът на глави, ИК „Бард“ (2019), София, прев. Асен Георгиев
18. Verses for the Dead (2020)
Стихове за мъртвите, ИК „Бард“ (2020), София, прев. Радослав Христов
19. Crooked River (2021)
Кривата река, ИК „Бард“ (2021), София, прев. Асен Георгиев
20. Bloodless (2022)
Обезкръвени, ИК „Бард“ (2022), София, прев. Асен Георгиев
21. The Cabinet of Dr. Leng (2023)
Кабинетът на доктор Ленг, ИК „Бард“ (2023), София, прев. Асен Георгиев
22. Angel of Vengeance (2024)

- Extraction (Pendergast #12.5), електронна книга
- The Strange Case of Monsieur Bertin (Pendergast #18.5)
- "Gaslighted: Slappy the Ventriloquist Dummy vs. Aloysius Pendergast" от Faceoff (2014) (и като ел. книга) (2014)

### Серия „Гедеон Крю“ (Gideon Crew) – с Дъглас Престън
1. Gideon's Sword (2011)
Мечът на Гедеон, ИК „Бард“ (2011), София, прев.  Крум Бъчваров
2. Gideon's Corpse (2012)
Трупът на Гедеон, ИК „Бард“ (2012), София, прев.  Венцислав Божилов
3. The Lost Island (2014)
4. Beyond the Ice Limit (2017)
5. The Pharaoh Key (2019)

### Серия „Нора Кели“ (Nora Kelly) – с Дъглас Престън
- Old Bones (2019)
Стари кости, ИК „Бард“ (2020), София, прев. Асен Георгиев
- The Scorpion's Tail (2021)
Опашката на скорпиона, ИК „Бард“ (2021), София, прев. Асен Георгиев
- Diablo Mesa (2022)
Диабло меса, ИК „Бард“ (2022), София, прев. Асен Георгиев
- Dead Mountain (2023)
Мъртвата планина, ИК „Бард“ (2023), София, прев. Асен Георгиев

### Серия „Джеръми Лоугън“ (Jeremy Logan)
- Deep Storm (2007)
Границата Мохо, ИК „Бард“ (2007), прев. Юлия Чернева
- Terminal Freeze (2009)
Зоната, ИК „Бард“ (2009), прев. Асен Георгиев
- The Third Gate (2012)
Третата порта, ИК „Бард“ (2013), прев. Асен Георгиев
- The Forgotten Room (2015)
Забравената стая, ИК „Бард“ (2016), прев. Асен Георгиев
- Full Wolf Moon (2017)
Вълче пълнолуние, ИК „Бард“ (2017), прев. Асен Георгиев
- Chrysalis (2022)
Какавида, ИК „Бард“ (2022), прев. Асен Георгиев